# Хоронжиці (Малопольське воєводство)
Хоронжиці (пол. Chorążyce) — село в Польщі, у гміні Конюша Прошовицького повіту Малопольського воєводства.
Населення — 227 осіб (2011).
У 1975-1998 роках село належало до Краківського воєводства.

## Демографія
Демографічна структура станом на 31 березня 2011 року:
|          | Загалом | Допрацездатний вік | Працездатний вік | Постпрацездатний вік |
| -------- | ------- | ------------------ | ---------------- | -------------------- |
| Чоловіки | 121     | 26                 | 80               | 15                   |
| Жінки    | 106     | 23                 | 53               | 30                   |
| Разом    | 227     | 49                 | 133              | 45                   |